# Eugenia Salvi
Eugenia Salvi (Castenedolo, 22 giugno 1960) è un'arciera italiana, campionessa del mondo nella specialità compound ai campionati mondiali di tiro con l'arco del 2007.

## Carriera
Nata a Castenedolo il 22 giugno 1960, viene a contatto con il tiro con l’arco a 38 anni, accompagnando i figli alle loro attività sportive.
Nel 1998 quindi inizia a tirare con l’arco nudo ma capisce subito di esser fatta per l’arco compound, che prevede e richiede una maggior precisione di tiro.
I primi risultati arrivano presto, nel 1999 si qualifica e partecipa ai Campionati Italiani Indoor e Targa, Campionati Italiani che la vedranno costante protagonista fino al 2014.
Nel 2002 a Grosseto durante la 70m Coppa delle Regioni ottiene un buon punteggio e viene invitata a un raduno con la Nazionale. Qui viene notata dal commissario tecnico della Nazionale che la convoca per la prima volta in maglia azzurra per disputare il Gran Prix ad Adalia (Turchia). Da lì verrà continuamente convocata dalla Federazione per gli eventi internazionali, Gran Prix, World Cup, campionati europei e mondiali per i 10 anni consecutivi.
In questo crescendo di punti ed esperienza sui campi di tiro con l'arco, sempre convocata in Nazionale, può mettere in bacheca molta esperienza, ma soprattutto medaglie importanti e numerosi record italiani, europei e mondiali, di cui ancora molti imbattuti.
Nel 2007 a marzo a Smirne (Turchia) vince il campionato mondiale indoor (titolo individuale) mentre a luglio ai campionati mondiali di tiro con l'arco di Lipsia vince la medaglia d'oro assoluto nel torneo individuale e la medaglia d'argento in quello a squadre (insieme ad Anastasia Anastasio e Giorgia Solato).
L'anno seguente, 2008, conquista il primo posto assoluto in una tappa di World Cup.

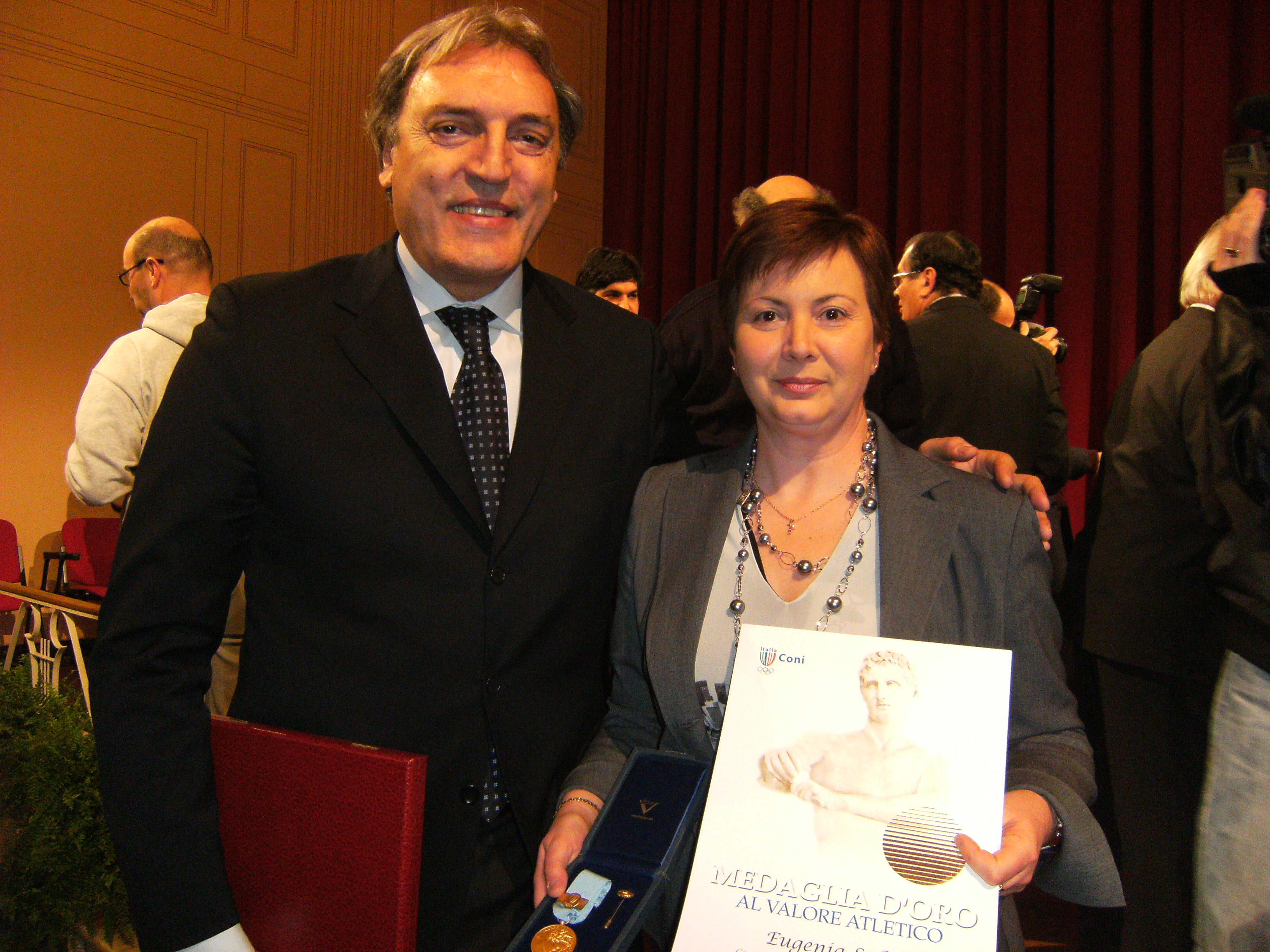
Eugenia Salvi riceve la medaglia d'oro al valore atletico nel 2008 dal comitato Coni Lombardia

Nel 2010 riceve la medaglia d’oro al valore atletico dal Comitato Lombardo del Coni.
Vince con la squadra nazionale il Campionato Europeo Targa di Atene nel 2006 e nel 2011 il Campionato Europeo Campagna.
A tutt'oggi ha collezionato 31 ori, di cui 12 titoli italiani di Classe, 7 titoli italiani assoluti e altri 12 titoli italiani con squadre di club.

## Risultati
| Evento                                 | Anno | Mese                 | Tipo                        | Luogo                          | Medaglia | Indiv. / Sq. | Punteggio / Record                       | Team                       |
| -------------------------------------- | ---- | -------------------- | --------------------------- | ------------------------------ | -------- | ------------ | ---------------------------------------- | -------------------------- |
| MONDIALI (World Archery Championships) | 2007 | 13/17 marzo          | Campionati Mondiali Indoor  | Smirne ( Turchia)              | Oro      | Indiv.       | 117-113 - 581/8                          |                            |
| MONDIALI (World Archery Championships) | 2007 | 13/17 marzo          | Campionati Mondiali Indoor  | Smirne ( Turchia)              | Bronzo   | A squadre    | 1742                                     | Galletti, Longo, Salvi     |
| MONDIALI (World Archery Championships) | 2007 | 7/15 luglio          | Campionati Mondiali Targa   | Lipsia ( Germania)             | Oro      | Indiv.       | 1376/11                                  |                            |
| MONDIALI (World Archery Championships) | 2007 | 7/15 luglio          | Campionati Mondiali Targa   | Lipsia ( Germania)             | Argento  | A squadre    | 4088                                     | Anastasio, Salvi, Solato   |
| MONDIALI (World Archery Championships) | 2009 | 4/8 marzo            | Campionati Mondiali Indoor  | Rzeszów ( Polonia)             | Bronzo   | A squadre    | ITA 229 - RUSSIA 228 (1722)              | G. Solato, Salvi, Longo    |
|                                        |      |                      |                             |                                |          |              |                                          |                            |
| ARCHERY WORLD CUP                      | 2007 | 28 maggio / 2 giugno | World Cup                   | Adalia ( Turchia)              | Bronzo   | A Squadre    | ITA 223 - VENEZUELA 213                  |                            |
| ARCHERY WORLD CUP                      | 2008 | 27/31 maggio         | World Cup                   | Adalia ( Turchia)              | Oro      | Indiv.       | E. SALVI 113 - JAMIE VAN NATTA (USA) 113 |                            |
|                                        |      |                      |                             |                                |          |              |                                          |                            |
| EMAU GRAND PRIX                        | 2011 | 11/16 aprile         | Gran Prix                   | Turchia                        | Bronzo   | Indiv.       | E. SALVI 136 - SEVINC KUZU (TUR) 135     |                            |
| EMAU GRAND PRIX                        | 2011 | 24/29 maggio         | Gran Prix                   | Francia                        | Argento  | A squadre    | ITA 216 - RUSSIA 217                     |                            |
|                                        |      |                      |                             |                                |          |              |                                          |                            |
| CAMPIONATI EUROPEI INDOOR              | 2004 | 15/21 marzo          | Campionati Europei Indoor   | Sassari ( Italia)              | Bronzo   | A squadre    | 1706                                     | Salvi, Solato, Atorino     |
| CAMPIONATI EUROPEI INDOOR              | 2006 | 13/18 marzo          | Campionati Europei Indoor   | Jaén ( Spagna)                 | Argento  | A squadre    | 1718                                     | Galletti, Salvi, Spangher  |
| CAMPIONATI EUROPEI INDOOR              | 2008 | 3/9 marzo            | Campionati Europei Indoor   | Torino ( Italia)               | Argento  | A squadre    | 1714                                     | Galletti, Longo, Salvi     |
| CAMPIONATI EUROPEI INDOOR              | 2010 | 16/21 marzo          | Campionati Europei Indoor   | Parenzo ( Croazia)             | Argento  | A squadre    | 1738                                     | Longo, Salvi, Stucchi      |
| CAMPIONATI EUROPEI INDOOR              | 2011 | 21/27 marzo          | Campionati Europei Indoor   | Cambrils e Tarragona ( Spagna) | Argento  | A squadre    | 1735                                     | D'Agostino, Salvi, Tonioli |
|                                        |      |                      |                             |                                |          |              |                                          |                            |
| CAMPIONATI EUROPEI TARGA               | 2006 | 13/16 sett           | Campionati Europei Targa    | Atene ( Grecia)                | Oro      | A squadre    | 1760                                     | Atorino, Salvi, Solato     |
| CAMPIONATI EUROPEI TARGA               | 2010 | 24/30 maggio         | Campionati Europei Targa    | Rovereto ( Italia)             | Argento  | A squadre    | 1981                                     | Anastasio, Longo, Salvi    |
|                                        |      |                      |                             |                                |          |              |                                          |                            |
| CAMPIONATI EUROPEI CAMPAGNA            | 2011 | 12/17 settembre      | Campionati Europei Campagna | Montevarchi (AR, Italia)       | Oro      | A squadre    | 2079                                     | Salvi, Strobbe, Tomasi     |